# Hard Rock Calling

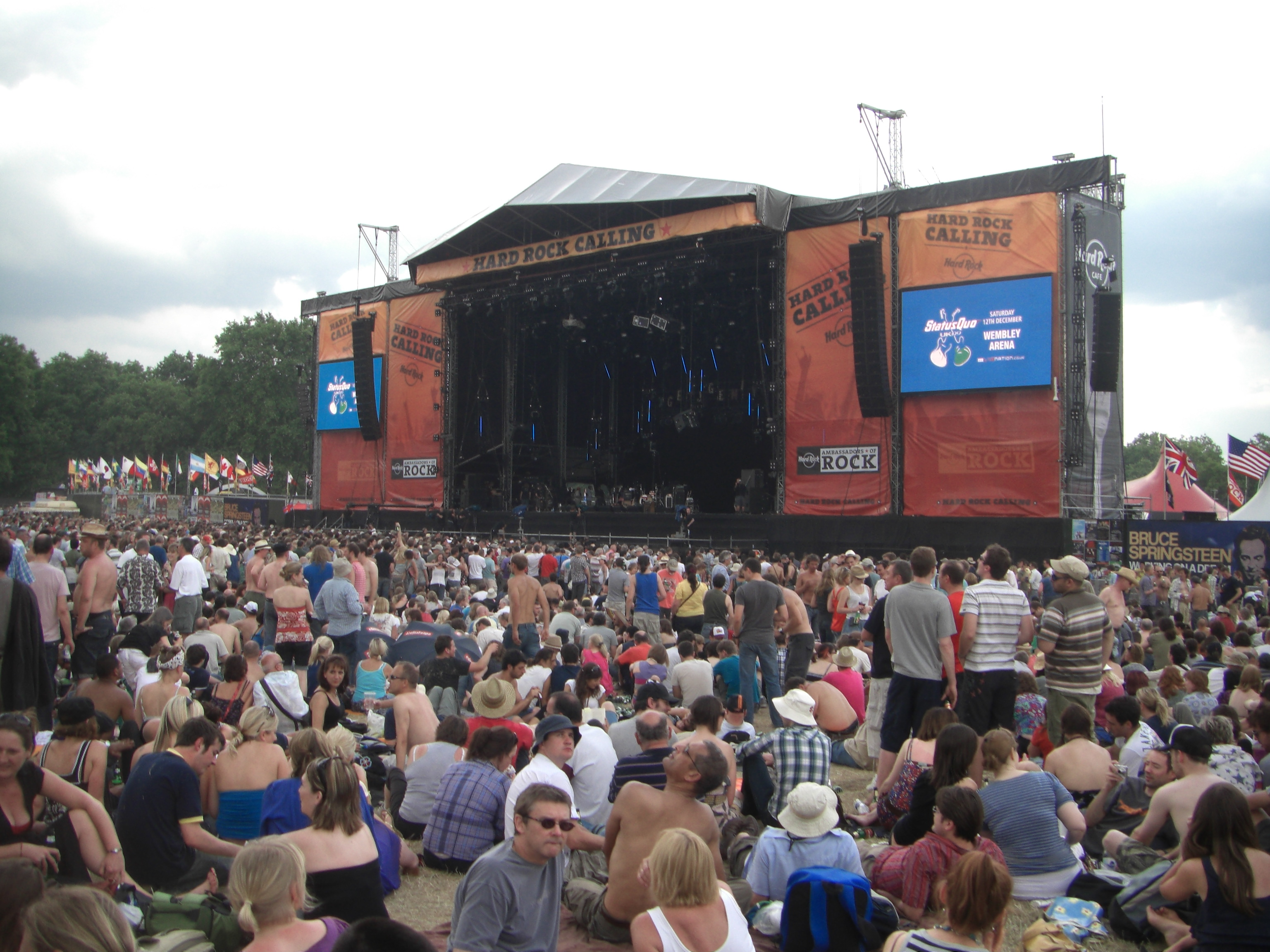
Una foto dell'Hard Rock Calling 2009

L'Hard Rock Calling (ex Hyde Park Calling) è un festival musicale che si svolge ogni anno presso Hyde Park a Londra. La prima edizione della rassegna risale a luglio 2006 e si è svolta tra l'1 e il 2 giugno del medesimo anno. Durante gli anni il festival è stato teatro per numerose performance musicali, tra le quali si possono ricordare quelle di noti artisti internazionali come i The Who, gli Aerosmith, Neil Young, Bruce Springsteen e Roger Waters. L'evento è organizzato dall'Hard Rock Cafe e da Live Nation.

## Hyde Park Calling 2006
La prima edizione del festival contava due palchi, uno dedicato ad artisti affermati, l'altro rivolto a band emergenti e artisti di minor rilievo internazionale. Gli headliner delle due serate sono stati Roger Waters il sabato (che ha eseguito come parte del suo set l'inegrale dell'albumThe Dark Side of the Moon dei Pink Floyd con il supporto della sua band e del batterista dei Pink Floyd Nick Mason) e la band dei The Who la domenica, in conclusione della rassegna.
I cancelli sono stai aperti alle ore 14.00 e lo show è terminato alle 22.15 (entrambe le serate). La performance dei The Who's Sunday è stata successivamente pubblicata all'interno dell'Encore Series 2006 su CDs e DVD.
La scelta degli artisti, assolutamente variegata, ha coinvolto un pubblico quanto mai eterogeneo, attratto tanto dalla possibilità di ascoltare alcuni "veterani" del rock inglese, quanto band di recente successo quali i Razorlight. Gli artisti e le band che si sono esibiti sul main stage sono stati principalmente di nazionalità inglese (unica eccezione una band scozzese, una statunitense e una neozelandese). Maggiore "apertura" ad altre culture musicali è stata dimostrata dagli organizzatori nella programmazione del second stage, che ha coinvolto molte band straniere.

### LineUp dell'Hyde Park Calling 2006
| Main Stage                                                                |                                                                  |
| Sabato                                                                    | Domenica                                                         |
| Roger Waters (con Nick Mason) Texas Starsailor Breaks Co-op Chris Difford | The Who Razorlight The Zutons Ocean Colour Scene Rose Hill Drive |

| Second Stage                                                                      |                                                                |
| Sabato                                                                            | Domenica                                                       |
| The Lightning Seeds Robert Cray Suzanne Vega Blackbud Rocco DeLuca and the Burden | Primal Scream The Casbah Club Mobile The Waking Eyes Kharma 45 |

## Hyde Park Calling 2007
L'Hyde Park Calling 2007 si è svolto nel weekend del 23–24 giugno 2007. Il successo della prima edizione ha convinto gli organizzatori ad allargare il numero di band coinvolte, portando da cinque a sei il numero di band sul main stage e introducendo un terzo palco per ulteriori performance, il "second stage" divenne d'ora in poi "Pepsi maxi stage", sponsorizzato dalla multinazionale statunitense.
Il festival è stato occasione del ritorno della band Aerosmith (headliner della seconda serata) in Inghilterra dopo otto anni di assenza. La serata del 23 giugno si è conclusa invece con la performance di Peter Gabriel e dei Crowded House, band recentemente riunitasi dopo alcuni anni di scioglimento.
A causa delle complessità organizzative dell'alto numero di band coinvolte la polizia inglese ha fatto pressioni affinché la band che si è esibita durante il set finale (Gli Aerosmith) rispettassero l'orario di chiusura, fissato per le 10.30.

### LineUp dell'Hyde Park Calling 2007
| Main Stage                                                                 | |
| Sabato                                                                     | Domenica |
| Peter Gabriel Crowded House The Feeling Ghosts Forever Like Red The Thirst | Aerosmith (featuring DMC from Run-D.M.C.) Chris Cornell JET The Answer Arckid The Micki Free Electric Blues |

| The Pepsi Stage                                                                                             |                                                                     |
| Sabato | Domenica                                                            |
| Buena Vista Social Club Jason Mraz Captain Gareth Gates Under the Influence of Giants Angus and Julia Stone | Joe Satriani Rose Hill Drive Fastway Tab Black Stone Cherry McQueen |

| Third Stage                                                         |                                                                              |
| Sabato                                                              | Domenica                                                                     |
| Seth Lakeman Rushmore Borne Terra Naomi Ben's Brother Amy Macdonald | Reuben yourcodenameis:milo Kids in Glass Houses Brigade Haunts Enjoy Destroy |

## Hard Rock Calling 2008
Il sito dell'Hard Rock Calling fu lanciato a dicembre 2007. Furono annunciate come date di svolgimento il 28 ed il 29 giugno.
Il 28 gennaio 2008 furono annunciati gli headliners (Eric Clapton e la band dei Police) e una band di supporto per ciascuna delle due date (Sheryl Crow e KT Tunstall). Il numero dei palchi fu nuovamente ridotto a due.
| Main Stage                                                                                        |                                                                                           |
| Sabato                                                                                            | Domenica                                                                                  |
| Eric Clapton Sheryl Crow John Mayer Jason Mraz Robert Randolph & the Family Band Steve Boyce Band | The Police KT Tunstall Starsailor The Bangles Arno Carstens The Micki Free Electric Blues |

| Second Stage                                                                       |                                                                                              |
| Sabato                                                                             | Domenica                                                                                     |
| The Charlatans Eddi Reader Dawn Kinnard The Loose Salute Ryan Bingham Scott McKeon | The Stranglers Carbon/Silicon The Flying Padovanis Broken Records The Galvatrons Will Rendle |

## Hard Rock Calling 2009
Nel 2009 il festival venne annunciato come una tre giorni musicale (26, 27 e 28 giugno). L'headliner del sabato è stato Neil Young, che ha duettato durante la parte finale del suo set con Paul McCartney per l'esecuzione di A day in the life. Bruce Springsteen (headliner della serata di domenica) che ha concluso la propria performance con l'esecuzione di "Dancing in the Dark", ha duettato con la band The Gaslight Anthem durante l'esecuzione della canzone "The '59 Sound".
| Main Stage                                                | | |
| Venerdì                                                   | Sabato | Domenica                                                                                                  |
| The Killers The Kooks Howling Bells Passion Pit Chew Lips | Neil Young (featuring Paul McCartney) Fleet Foxes Ben Harper Seasick Steve The Pretenders Rudy Vaughn The Original Sinners | Bruce Springsteen & the E Street Band Dave Matthews Band James Morrison The Gaslight Anthem Beauvoir/Free |

| Pepsi Max Stage                                                           |                                                                                                 |                                                                                                  |
| Venerdì                                                                   | Sabato                                                                                          | Domenica                                                                                         |
| Echo & the Bunnymen Metric Silversun Pickups Air Traffic Screaming Lights | The Magic Numbers Johnny Flynn Mumford & Sons Alberta Cross Priscilla Ahn Wallis Bird Lyrebirds | Starsailor Joshua Radin The Low Anthem The Pretty Things The Boy Who Trapped the Sun Rudy Vaughn |

## Hard Rock Calling 2010
L'Hard Rock Calling 2010 si svolse tra il 25 e il 27 giugno. Gli headliner delle tre serate furono i Pearl Jam, Stevie Wonder e Paul McCartney,
| Main Stage                                                        |                                                                      |                                                                                  |
| Venerdì                                                           | Sabato                                                               | Domenica                                                                         |
| Pearl Jam Ben Harper The Hives The Gaslight Anthem Robert Francis | Stevie Wonder Jamiroquai James Morrison Corinne Bailey Rae Mary Mary | Paul McCartney Crosby, Stills and Nash Crowded House Elvis Costello Joshua Radin |

| Pepsi Max Stage                    |                                                                                         |                                                                                             |
| Venerdì                            | Sabato                                                                                  | Domenica                                                                                    |
| Gomez Chief Expatriate Wintersleep | Melissa Etheridge Alejandro Escovedo Florence Rawlings Rox Rumer Diane Birch Maria Mena | The Breakers The Cocktail Slippers The Len Price 3 Tiffany Page Lissie The Coronas Joe Echo |

| Band Stand |                                                                  |                                                                               |
| Venerdì    | Sabato                                                           | Domenica                                                                      |
|            | My Sad Captains Lione Wolf Mountain Man Summer Camp Zun Zun Egui | The Morning Benders Pearly Gate Music Here we go magic John Grant Beach House |